# Cápsula interna

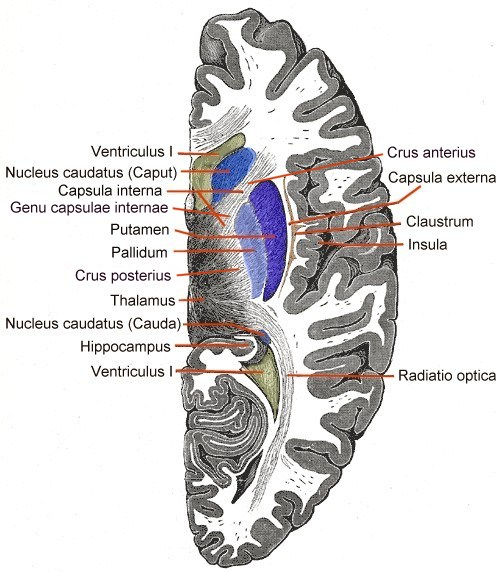

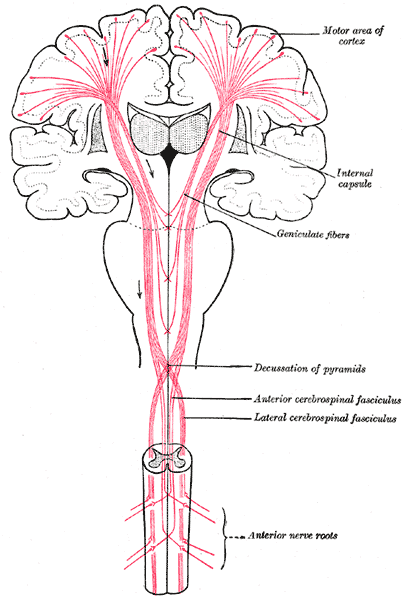
O trato motor

A cápsula interna é uma área de substância branca no cérebro que separa o núcleo caudado e o tálamo do núcleo lentiforme.
Consiste de fibras axonais que correm entre o córtex cerebral e as pirâmides da medula.